# Lowdham
Lowdham est une paroisse civile et un village du Nottinghamshire, en Angleterre.